# David Marcos
Pour les articles homonymes, voir Marcos.
David Marcos est un musicien franco-argentin, saxophoniste, clarinettiste, compositeur et improvisateur, né le 26 janvier 1965 à Paris.

## Biographie
Après des études classiques avec le compositeur du Théâtre du Soleil Jean-Jacques Lemêtre, les clarinettistes Henri Druart et Michel Arrignon, il se dirige vers la pop, puis le jazz, la musique argentine, pour finalement créer son univers musical, synthèse d'une vie de musique.
En parallèle à ses créations personnelles, il s'est produit notamment avec Juan Carlos Cáceres, Sacha Distel, Tom Jones (chanteur), Les Rita Mitsouko, Johnny Hallyday. Il a également travaillé en Amérique du Sud,, .
David Marcos a enregistré plusieurs albums sous son nom.
En 2017, il forme un quartet éponyme de latino-jazz avec David Marcos (sax ténor, clarinette basse), Denis Uhalde (piano), Didier Schmitz (basse) et Javier Estrella (batterie, cajon).
David Marcos anime des master classes de clarinette et saxophone en tango (Roanne...) et enseigne le jazz au conservatoire de Houilles.
Passionné de musique baroque et curieux de musicologie, il publie en 2021 un album chez Maproductions présentant une interprétation à la clarinette basse des suites pour violoncelle seul de Bach,. Il y développe l'hypothèse que les suites sont une musique improvisée et relevée à la volée, sans doute par son épouse Anna Magdalena Bach, auteur du seul manuscrit original des Suites.

## Discographie
- En 2005, enregistrement de l'album  Les cinq Saisons d'une journée (Roskilde Music), avec Cédric Granelle (piano), Wayne Dockery (contrebasse), et Stéphane Grémaud (percussion) .
- En 2008, enregistrement à Quito (Equateur) de Méditations (Maproductions)
- En 2008, enregistrement à Quito également de En La Cima Del Mundo (Maproductions) avec Daniel Mancero, Toño Cepeda, et Fernando Pacheco.
- En 2009, captation en public du DVD ¡En Vivo! (Roskilde Music), avec Cédric Granelle, Wayne Dockery, et Stéphane Grémaud.
- En 2010, enregistrement à Buenos Aires (Argentine) de Poesía (Maproductions), avec Juan Carlos Cáceres, Jorge Rabito, et Osvaldo Burucuá
- En 2021, enregistrement à la clarinette basse des "suites pour violoncelle seul" de Jean Sébastien Bach (Maproductions)

### En sideman
- Sacha Distel et ses collégiens, Swinguer la vie, (1995)[10].
- Juan Carlos Caceres , Noche de Carnaval, (2011)
- El Último Grito, EUG2 de Julián Demoraga (chant et "letras") et Diego El Kinki, autoproduction, 2015[11].